# Swans (музичка група)
Свонс (енгл. Swans) амерички је експериментални рок бенд који је 1982. формирао певач, текстописац и мултиинструменталиста Мајкл Ђира. Једна од ретких ствари која се појавила из Њујорка, а да је базирана на но вејв сцени, а при том остала нетакнута и у наредној деценији, Свонси су постали легендарни због јединственог звука који је знатно еволуирао током њихове каријере и допринели су развоју жанрова као што су ноиз-рок, пост -пунк, индастријал и пост-рок. У почетку, њихова музика је била изузетно оштра, груба и абразивна, укључујући више мелодије и комплексности пратећи долазак певачице, текстописца и клавијатуристкиње Џарбо, која је остала једини стални члан бенда осим Ђире и "полусталног" члана гитаристе Нормана Вестберга до њиховог распуштања 1997. Од 1990. године, све плоче Свонса објављене су на Ђириној сопственој етикети, Young God Records. 2010. Ђира је поново оформио бенд без Џарбо, успостављајући стабилну поставку музичара која је објавила неколико одличних албума по признању критике, која је кренула на светску турнеју, и за коју је планирано да се пензионише у једном тренутку 2017. године.

## Биографија
Бенд је формирао и предводи га певач, текстописац и мултиинструменталиста Мајкл Ђира.

## Ране године (1982—1985)

### Почетни утицаји
Мајкл Ђира је у више наврата изјавио да је узео назив лабудови, јер је најбоље описивао звук који је желео. Ђирино сумирање имена може да прати његова изјава: "Лабудови су величанствена бића која прелепо изгледају. С веома ружним карактером"
Најранији познати састав из Свонса састојао се из Ђире на бас гитари и за вокалима, Џонатаном Кејном на бубњевима, Сју Ханел на гитари, Моџоу на удараљкама и миксовању трака и са или Трстон Муром или Деном Брауном или Џоном Теслером на другој бас гитари. Џон Теслер је такође свирао удараљке и миксовао траке. Ханелови једини снимци с групом су на компилацији Body to Body, Job to Job (Тело телу, посао послу, али је због нејасних креативних заслуга чланова нејасно чије је песме изводила. Кејн је навео да је: "Сју најстрашнија гитаристкиња коју смо икада чули у Њујорку. Била је невероватна."
Ханелова није остала дуго у групи, а у време снимања њиховог дебија већ је била замењена Бобом Пецолом. Овој постави групе представљен је саксофониста Данијел Гали-Дуани, који је раније свирао с Кејном као авангардни дуо Трансмишон (Transmission). Дебитантски ЕП, Swans, издат за Лејбор (Labor) знатно је другачији од свега што су касније радили. Троми темпови и искривљена, раштимована гитара подсећају на такве пост-пунк "аутфите" као што су Џој Дивижн (Joy Division). Међутим, минималнистичка структуре акорда дугује више блузу, док су џез инструменти и неспретни потписи тог времена доказ корена Свонса у но вејв сцени касних 1970-их, које мање-више пропала од 1984. када је издат Cop.